# Edward Akufo-Addo
Edward Akufo-Addo (26 de junio de 1906 - 17 de julio de 1979) fue un político y abogado de Ghana. Fue miembro de los líderes "Big Six" de la United Gold Coast Convention (UGCC) y uno de los padres fundadores del país. Se convirtió en Presidente del Tribunal Supremo (1966-1970) y luego en Presidente (1970-1972) de la República de Ghana. Fue el padre del actual jefe de Estado de Ghana, Nana Akufo-Addo. 

## Primeros años
Akufo-Addo nació el 26 de junio de 1906 en Dodowa en la Gran Región Acra. Ambos padres eran de la ciudad de Akropong, en el sur de Ghana. Recibió su educación primaria en Presbyterian Primary and Middle Schools en Akropong. Continuó en Presbyterian Training College, Akropong y Abetifi Theological Training College. En 1929 ingresó en el Achimota College, donde ganó una beca para el St Peter's College de Oxford. Estudió matemáticas, política y filosofía y se graduó con honores en filosofía y política en 1933.

## Premios
- Doctorado Honorario de la Universidad de Oxford en 1971.